# Station Kęszyce
Station Kęszyce is een spoorwegstation bij de Poolse plaats Kęszyce-Wieś.